# Psilomastix suturalis
Psilomastix suturalis là một loài bọ cánh cứng trong họ Cerambycidae.